# Agata Perenc
Agata Perenc, född 19 mars 1990, är en polsk judoutövare.
Perenc tävlade för Polen vid olympiska sommarspelen 2020 i Tokyo. Hon blev utslagen i den första omgången i halv lättvikt mot Larissa Pimenta.